# Agdistis symmetrica
Agdistis symmetrica is een vlinder uit de familie vedermotten (Pterophoridae). De wetenschappelijke naam is voor het eerst geldig gepubliceerd in 1955 door Amsel.
De soort komt voor in Europa.